# Eik Breit
Eik Breit (* 14. August 1954 in Herzogenburg, Niederösterreich), eigentlich Gerhard Breit, ist ein österreichischer Kabarettist, Sänger und Schauspieler.
Breit spielte bei der Ersten Allgemeinen Verunsicherung die Bassgitarre und war zusammen mit Thomas Spitzer, Nino Holm und Anders Stenmo eines der Gründungsmitglieder der Band. 1996 verließ er die Band. Er war anschließend von 1996 bis 2004 Mitglied der Comedy-A-cappella-Formation 4Xang, die von Wilfried gegründet worden war. Mit der Band Wiener Blue(s) trat er später auch mit einem Programm mit Gedichten von Josef Weinheber auf.
Er trat in allen seinen Formationen auch als Entertainer und Kabarettist hervor, unter anderem mit Parodien von Hans Moser, André Heller und Heino u. v. a.
Eik Breit war und ist auch als Schauspieler und Musicaldarsteller tätig:
1997 trat er als Mephisto im Grazer Rockmusical MephistoMania auf; 2000 und 2002 spielte er in dem Musical Zornige Hausfrauen und Die Geierwally in St. Pölten. Am Theater im Keller in Graz spielte er 2007/2008 in der Uraufführung des Theaterstücks Fuck Machine von Charles Bukowski. Auf selbiger Bühne wirkte er zwischen 2008 und 2011 in insgesamt 6 Folgen in der Theatersitcom Familie Penner des Grazer Autors Martin G. Wanko sowie in weiteren 5 Produktionen mit. Andere Stationen in der freien Theaterszene in der Steiermark waren: Musiktheater Graz, Theater absolut, Sommerfestspiele Gamlitz, Komödie im Park Bad Gleichenberg, K.i.S.t.L. (Komödianten in St. Leonhard).
Seit 2011 tritt er mit seiner Lebens- und Bühnenpartnerin Ursula Bruck als Musikkabarett-Duo Ursula Bruck & Eik Breit regelmäßig in ganz Österreich auf (Erstlingsprogramm: extraordinär – die liederlich-lasterhafte Revue).
Auch im Bereich Regie entfaltete er Aktivitäten: So inszenierte er 2001 und 2003 die beiden ersten Kabarettprogramme der österreichischen Sängerin und Austropop-Ikone Stefanie Werger, 2007 Patrick Süskinds Solo-Stück Der Kontrabass mit dem Grazer Orchesterbassisten Klaus Melem, 2009 und 2011 zwei Kabarettprogramme des Grazers Martin Kosch.
Er war mehrere Jahre (2005–2009) musikalischer Leiter des Jazz-Sommer Graz, zu dem er internationale Jazz-Stars wie Dee Dee Bridgewater, Blood, Sweat & Tears und Mike Stern einlud und bei dem unter anderem George Benson, Al Jarreau und Buena Vista Social Club auftraten.